# Alosa volgensis
Alosa volgensis is een  straalvinnige vissensoort uit de familie van haringen (Clupeidae). De wetenschappelijke naam van de soort is voor het eerst geldig gepubliceerd in 1913 door Berg.
De soort staat op de Rode Lijst van de IUCN als Bedreigd, beoordelingsjaar 2008.